# Бальса, Хосе
Хосе Мануэль Бальса Лескано (исп. José Manuel Balza Liscano; 15 июня 1997, Венесуэла) — венесуэльский футболист, нападающий клуба «Депортиво Ла Гуайра».

## Карьера

### Клубная
Хосе начал футбольную карьеру в клубе «Карабобо», за основной состав которого он дебютировал 11 января 2015 года во встрече с «Туканесом». В сезоне 2015 года нападающий провёл 4 игры, в 2016 — 8 встреч.
21 августа 2016 года он отметился первым забитым мячом, забив третий гол в ворота «Каракаса».
С 2018 года выступает за «Депортиво Ла Гуайру».

### В сборной
В 2017 году Хосе принял участие в Молодёжном чемпионате Южной Америки. Бальса провёл на турнире четыре игры.